# Doljevac
Doljevac (Дољевац) ist ein Dorf und eine Gemeinde im Okrug Nišava in Serbien. Im Jahr 2002 hatte das Dorf 1.625 Einwohner, während die Einwohnerzahl der Gemeinde 19.561 betrug, darunter das Dorf Pukovac mit etwa 4000 Einwohnern. Das Dorf liegt 16 km südwestlich von Niš, dem Hauptverwaltungssitz des Okrug Nišava. Der Autoput A1 verläuft östlich in unmittelbarer Nähe.